# Corte Geral de Massachusetts

O Tribunal Geral de Massachusetts é o poder legislativo do Estado de Massachusettss.  O nome "Corte Geral" prove/provem de era colonial, quando este órgão também conhecia os recursos de apelações judiciais. Antes de adoptar a constituição de 1780, era chamada "Corte Grandiosa e Geral" (Great and General Court) mas o título original foi encurtado por John Adams, autor da constituição, aparentemente em nome da simplicidade republicana. É um corpo bicameral. A câmara superior é o Senado de Massachusetts composto por 40 membros. A câmara inferior chama-se Câmara de Representantes de Massachusetts, e está integrada por 160 membros. (Até 1978, tinha 240 membros) o Tribunal Geral foi estabelecida em 1630 quando a Colónia da Bahia de Massachusetts (Massachusetts Bay Colony) obteve uma nova carta de direito (charter). Tanto o Senado como a Câmara se reúnem na Casa do Estado de Massachusetts em Boston, Massachusetts.
O Presidente do Senado é Robert Travaglini, e o Porta-voz da Câmara é Salvatore DiMasi. O Partido Democrata tem a maioria em ambas câmaras do Tribunal Geral.
Tanto os Senadores como os Representantes têm um período de dois anos em seus cargos.

## Câmara de Representantes
A cada Representante representa para cerca de 39 682 residentes. Os distritos dos Representantes são chamados pelos Condados ou pelos antigos condados, ainda que poucas vezes os distritos cruzam as linhas dos condados.

## Senado
Há 40 Distritos Senatoriais em Massachusetts, nomeados pelos condados e antigos condados que representam. A atual composição do Senado é de 35 Senadores Democratas e cinco Republicanos.